# アジア料理の一覧
アジア料理の一覧（あじありょうりのいちらん）

## 東アジア
- 日本料理
  - アイヌ料理
  - 江戸料理
  - 京料理
  - 卓袱料理
  - 薩摩料理
  - 奄美料理
  - 沖縄料理
  - 日本の郷土料理
- 精進料理
  - 普茶料理
- 中華料理 - 詳細は菜系を参照。
- 朝鮮料理
- マカオ料理
- 台湾料理

## 東南アジア
- インドネシア料理
- カンボジア料理
- シンガポール料理
  - ニョニャ料理
- タイ料理
  - イーサーン料理
- ビルマ料理
- フィリピン料理
- ブルネイ料理
- ベトナム料理
- マレーシア料理
- ラオス料理

## 南アジア
- インド料理
  - タミル料理
  - パンジャーブ料理
  - ベンガル料理（英語版）
- スリランカ料理
- チベット料理
- ブータン料理
- ネパール料理
- パキスタン料理
- バングラデシュ料理

## 中央アジア
- アフガニスタン料理（英語版）
- ウイグル料理
- ウズベキスタン料理
- カザフスタン料理
- キルギス料理
- タジキスタン料理
- トルクメニスタン料理
- モンゴル料理

## 西アジア
- アゼルバイジャン料理（英語版）
- アラブ首長国連邦の料理（英語版）
- アルメニア料理（英語版）
- イエメン料理
- イスラエル料理
- イラク料理
- イラン料理
- オマーン料理
- カタール料理（英語版）
- キプロス料理（英語版）
- クウェート料理
- サウジアラビア料理
- ジョージア料理（グルジア料理）
- シリア料理（英語版）
- トルコ料理
- パレスチナ料理（英語版）
- バーレーン料理
- ヨルダン料理（英語版）
- レバノン料理